# Lijst van rijksmonumenten in Voorst (gemeente)
De gemeente Voorst telt 167 inschrijvingen in het rijksmonumentenregister. Hieronder een overzicht.

## Bussloo
De plaats Bussloo telt 3 inschrijvingen in het rijksmonumentenregister.
| Object        | Oorspronkelijke functie? | Bouwjaar                   | Architect | Locatie         | Coördinaten?                 | Nr.?  | Afbeelding        |
| ------------- | ------------------------ | -------------------------- | --------- | --------------- | ---------------------------- | ----- | ----------------- |
| Martinuskerk  | Kerk en kerkonderdeel    | 1818                       |           | Bussloselaan 19 | 52° 11' 51" NB, 6° 7' 53" OL | 38049 | Meer afbeeldingen |
| Huize Bussloo | Kasteel, buitenplaats    | late middeleeuwen (resten) |           | Bussloselaan    | 52° 11' 51" NB, 6° 7' 50" OL | 38050 | Huize Bussloo     |
| De Middelburg | Boerderij                | 18e eeuw                   |           | Zandwal 1       | 52° 12' 5" NB, 6° 6' 52" OL  | 38108 | Meer afbeeldingen |

## De Vecht
De plaats De Vecht telt 2 inschrijvingen in het rijksmonumentenregister.
| Object                                                                             | Oorspronkelijke functie? | Bouwjaar           | Architect | Locatie              | Coördinaten?                 | Nr.?  | Afbeelding        |
| ---------------------------------------------------------------------------------- | ------------------------ | ------------------ | --------- | -------------------- | ---------------------------- | ----- | ----------------- |
| Natuurstenen ongevalskruis met de letters AVL, een wapenschild en het jaartal 1570 | Gedenkteken              | 1570 (jaartal)     |           | Avervoordseweg bij 9 | 52° 15' 58" NB, 6° 2' 20" OL | 38062 | Meer afbeeldingen |
| Het Avervoorde                                                                     | Boerderij                | 17e eeuw (restant) |           | Avervoordseweg 9     | 52° 15' 53" NB, 6° 2' 22" OL | 38097 | Meer afbeeldingen |

## Duistervoorde
De plaats Duistervoorde telt 4 inschrijvingen in het rijksmonumentenregister.
| Object                                                                   | Oorspronkelijke functie?  | Bouwjaar               | Architect | Locatie       | Coördinaten?                 | Nr.?   | Afbeelding                                                               |
| ------------------------------------------------------------------------ | ------------------------- | ---------------------- | --------- | ------------- | ---------------------------- | ------ | ------------------------------------------------------------------------ |
| Huis Duistervoorde                                                       | Woonhuis                  | 1864 (huidige aanzien) |           | Kerklaan 14   | 52° 13' 45" NB, 6° 5' 26" OL | 523347 | Meer afbeeldingen                                                        |
| Gepleisterd gebouwtje in enigszins gotiserende stijl                     | Gezondheidszorg           | 1871                   |           | Kerklaan 10   | 52° 13' 47" NB, 6° 5' 27" OL | 38052  | Gepleisterd gebouwtje in enigszins gotiserende stijl                     |
| Witgepleisterd muldershuis zonder verdieping en met een rieten schilddak | Bedrijfs-,fabriekswoning  | begin 19e eeuw         |           | Havekespad 12 | 52° 14' 2" NB, 6° 5' 36" OL  | 38053  | Witgepleisterd muldershuis zonder verdieping en met een rieten schilddak |
| Havekes Mölle                                                            | Industrie- en poldermolen | 1898                   |           | Havekespad 13 | 52° 14' 1" NB, 6° 5' 34" OL  | 38054  | Meer afbeeldingen                                                        |

## De Kar
De plaats De Kar telt 1 inschrijving in het rijksmonumentenregister.
| Object    | Oorspronkelijke functie? | Bouwjaar                             | Architect | Locatie            | Coördinaten?                 | Nr.?  | Afbeelding |
| --------- | ------------------------ | ------------------------------------ | --------- | ------------------ | ---------------------------- | ----- | ---------- |
| Grenspaal | Grensafbakening          | waarschijnlijk tweede helft 18e eeuw |           | de Kar tegenover 1 | 52° 11' 45" NB, 6° 3' 21" OL | 38055 | Grenspaal  |

## Klarenbeek
De plaats Klarenbeek telt 12 inschrijvingen in het rijksmonumentenregister. Zie Lijst van rijksmonumenten in Klarenbeek voor een overzicht.

## Nijbroek
De plaats Nijbroek telt 6 inschrijvingen in het rijksmonumentenregister.
| Object                                                                     | Oorspronkelijke functie? | Bouwjaar                         | Architect       | Locatie           | Coördinaten?                 | Nr.?   | Afbeelding                                                                 |
| -------------------------------------------------------------------------- | ------------------------ | -------------------------------- | --------------- | ----------------- | ---------------------------- | ------ | -------------------------------------------------------------------------- |
| Hervormde Kerk                                                             | Kerk en kerkonderdeel    | 14e eeuw (schip) 15e eeuw (koor) |                 | Dorpsplein 8      | 52° 17' 30" NB, 6° 3' 42" OL | 38058  | Meer afbeeldingen                                                          |
| Toren der Nederlands Hervormde kerk                                        | Kerk en kerkonderdeel    | 14e eeuw                         |                 | Dorpsplein bij 8  | 52° 17' 30" NB, 6° 3' 42" OL | 38059  | Meer afbeeldingen                                                          |
| Bijvank                                                                    | Boerderij                | 1882 (jaarsteen)                 |                 | Middendijk 63     | 52° 17' 56" NB, 6° 3' 41" OL | 38060  | Meer afbeeldingen                                                          |
| Transformatorhuisje met brug van het type B3R van de PGEM                  | Nutsbedrijf              | 1920-1930                        | Gerrit Versteeg | Middendijk bij 55 | 52° 17' 45" NB, 6° 3' 43" OL | 523341 | Transformatorhuisje met brug van het type B3R van de PGEM                  |
| Spilhofstede                                                               | Boerderij                | 1899                             |                 | Middendijk 18     | 52° 16' 43" NB, 6° 4' 9" OL  | 523342 | Spilhofstede                                                               |
| T-boerderij gebouwd in overgangsarchitectuur beïnvloed door de chaletstijl | Boerderij                | 1905                             |                 | Vaassenseweg 30   | 52° 16' 53" NB, 6° 2' 40" OL | 523343 | T-boerderij gebouwd in overgangsarchitectuur beïnvloed door de chaletstijl |

## Posterenk
De plaats Posterenk telt 1 inschrijving in het rijksmonumentenregister.
| Object      | Oorspronkelijke functie?  | Bouwjaar | Architect | Locatie       | Coördinaten?                | Nr.?  | Afbeelding        |
| ----------- | ------------------------- | -------- | --------- | ------------- | --------------------------- | ----- | ----------------- |
| Wilpermolen | Industrie- en poldermolen | 1736     |           | Molenallee 14 | 52° 12' 48" NB, 6° 7' 4" OL | 38103 | Meer afbeeldingen |

## Terwolde
De plaats Terwolde telt 31 inschrijvingen in het rijksmonumentenregister. Zie Lijst van rijksmonumenten in Terwolde voor een overzicht.

## Teuge
De plaats Teuge telt 2 inschrijvingen in het rijksmonumentenregister.
| Object          | Oorspronkelijke functie? | Bouwjaar | Architect | Locatie            | Coördinaten?                 | Nr.?   | Afbeelding        |
| --------------- | ------------------------ | -------- | --------- | ------------------ | ---------------------------- | ------ | ----------------- |
| Het Kleine Zand | Schuur op Boerenerf      |          |           | De Zanden          | 52° 14' 47" NB, 6° 2' 56" OL | 38048  | Meer afbeeldingen |
| Rehoboth        | Kerk en kerkonderdeel    | 1907     |           | Rijksstraatweg 219 | 52° 14' 1" NB, 6° 2' 49" OL  | 523350 | Meer afbeeldingen |

## Twello
De plaats Twello telt 33 inschrijvingen in het rijksmonumentenregister. Zie Lijst van rijksmonumenten in Twello voor een overzicht.

## Voorst
De plaats Voorst telt 51 inschrijvingen in het rijksmonumentenregister. Zie Lijst van rijksmonumenten in Voorst (plaats) voor een overzicht.

## Wilp
De plaats Wilp telt 22 inschrijvingen in het rijksmonumentenregister. Zie Lijst van rijksmonumenten in Wilp voor een overzicht.
Aalten ·
Apeldoorn ·
Arnhem ·
Barneveld ·
Berg en Dal ·
Berkelland ·
Beuningen ·
Bronckhorst ·
Brummen ·
Buren ·
Culemborg ·
Doesburg ·
Doetinchem ·
Druten ·
Duiven ·
Ede ·
Elburg ·
Epe ·
Ermelo ·
Harderwijk ·
Hattem ·
Heerde ·
Heumen ·
Lingewaard ·
Lochem ·
Maasdriel ·
Montferland ·
Neder-Betuwe ·
Nijkerk ·
Nijmegen ·
Nunspeet ·
Oldebroek ·
Oost Gelre ·
Oude IJsselstreek ·
Overbetuwe ·
Putten ·
Renkum ·
Rheden ·
Rozendaal ·
Scherpenzeel ·
Tiel ·
Voorst ·
Wageningen ·
West Betuwe ·
West Maas en Waal ·
Westervoort ·
Wijchen ·
Winterswijk ·
Zaltbommel ·
Zevenaar ·
Zutphen